# Syndrome d'excitation génitale persistante
 Mise en garde médicale
Le syndrome d'excitation génitale persistante (SEGP, ou syndrome d'excitation génitale permanente), est un trouble sexuel rarement rapporté (peut-être méconnu), caractérisé par une excitation physiologique persistante de la zone génitale en l'absence de désir sexuel, de fantasmes, de pensées de nature sexuelle ou de stimulation érogène. Des patientes décrivent des sensations d'excitation intrusives, persistantes à permanentes, source de frustration et de stress voire d'une détresse psychologique qui pourrait dans les cas extrêmes pousser au suicide (situation parfois comparée à celle des personnes atteintes d'acouphènes). Dans les années 2020, aucun traitement spécifique n'existe.
Plusieurs interprétations médicales des symptômes sont faites, certains doutant de la pertinence de son nom. D'autres estiment que le diagnostic n'est pas facile à poser (pour le professionnel de santé et les victimes de ce syndrome) ce qui favoriserait une errance médicale pénible et culpabilisante.
Selon les sources, jusqu'à 0,5 voire 1 % de la population féminine serait concernée et une étude faite par deux spécialistes américains du PGAD (Persistant Genital Arousal Disorder : traduction anglaise de SEGP) postule qu'un équivalent existe chez l'homme.
Selon T. Thubert & al. (2012) « Sa reconnaissance est utile pour ne pas étiqueter comme purement psychogène une symptomatologie très protéiforme ».

## Description
Le SEGP est caractérisé par la perception d'une excitation génitale intrusive et parfois douloureuse persistant sans désir ni stimulation sexuelle ; et qu'un orgasme ne suffit pas à faire disparaître.
Les sensations vont de fourmillements ou d'une hypersensibilité génitale ou des mamelons, à des sensations d'orgasme imminent, d'orgasme ou de plénitude génitale, accompagnées d'une congestion et de contractions vaginales, d'une lubrification, avec érection clitoridienne, durcissement des mamelons, etc.. Les sensations génitales peuvent être localisées au niveau des grandes ou petites lèvres, du clitoris, du vagin, ou les trois combinés.
Chez l'homme, il s'agirait de sensations désagréables telles qu'orgasmes à répétitions ou une hypersensibilité génitale. Le moindre stimuli pouvant déclencher des érections et/ou des sensations souvent décrites comme des "pressions de sang", dans la verge. Cela pouvant aller du frottement des sous-vêtements jusqu'aux sièges rebondissants des transports en commun.
Environ la moitié des femmes décrivent des sensations de douleur, et environ un tiers expérimentent des orgasmes involontaires et spontanés, durant jusqu'à plusieurs minutes et vécus comme épuisants et désagréables,. Ces sensations intrusives, de la même manière que des acouphènes, peuvent lourdement affecter la santé mentale, la santé sexuelle et la vie quotidienne ce qui pourrait dans les cas les plus graves conduire au suicide.
Selon une revue de 37 articles publiée en 2012, le PGAD était associé aux entités médicales suivantes :
- hyperactivité vésicale (67 % des cas)[3] ;
- syndrome des jambes sans repos (67 % des cas)[3] ;
- varices pelviennes (55 % des cas)[3].

## Classification
En 2003 il a été envisagé de soumettre « l'excitation génitale persistante » à la Consultation internationale sur la médecine sexuelle (ICSM).
En 2009, le « dysfonctionnement persistant de l'excitation génitale » a été inclus dans sa troisième édition, mais la PGAD n'est pas incluse dans le Manuel diagnostique et statistique des troubles mentaux (DSM-5) ni dans la Classification internationale des maladies (CIM-10) faute de données scientifiques suffisante.
Selon Vincenzo & Julia Puppo, auteur d'une proposition de mise à jour du vocabulaire, le terme syndrome d'excitation génitale persistante est « sans fondement scientifique », si l'excitation génitale n'est pas désirée, il ne faut pas la qualifier d'excitation.
D'autres chercheurs ont suggéré de rebaptiser ce trouble en « trouble de vasocongestion génitale persistante (PGVD) » ou « syndrome génital agité (ReGS) »,.

## Diagnostic
Il repose sur une liste de cinq ou six critères, variant légèrement selon les auteurs, mais comprenant généralement :
1. l'excitation génitale persiste de plusieurs heures à plusieurs mois, voire est constante ;
2. l'excitation génitale n'est pas liée à une impression subjective de désir sexuel ;
3. un ou plusieurs orgasmes ne suffisent pas à faire disparaître l'excitation ;
4. l'excitation peut être déclenchée par des stimuli sexuels, mais aussi non-sexuels, voire sans stimuli identifiable ;
5. l'excitation est vécue comme intrusive, non désirée, préoccupante, pénible ;
6. l'excitation cause une souffrance psychologique plus ou moins vive.

D'éventuelles causes correspondant à d'autres maladies ou syndromes connues doivent être éliminées via un examen clinique rigoureux et des examens complémentaires (IRM cérébrale et spinale, IRM et échographie pelvienne, exploration biologiques).
Il ne s'agit pas d'hypersexualité (autrefois appelée « nymphomanie » ou « andromanie » chez la femme et « satyriasis » chez l'homme) car il y a ici absence de désir sexuel (critère no 2). Cette confusion, entretenue par le manque d'information sur de ce syndrome, encourage les erreurs de diagnostic, peut exacerber la honte et la gêne des patientes et les entraver dans la recherche de solutions médicales. En résumé, une personne souffrant d'hypersexualité est victime de son mental tandis qu'une personne souffrant du SEGP est victime de son corps.
Le critère no 6 (souffrance psychologique) distingue le SEGP du fonctionnement normal de la sexualité. En effet, de nombreuses femmes (peut-être environ un tiers) ont des périodes d'excitation génitale spontanée, sans désir, similaire à des symptômes du SEGP, et les vivent de manière neutre, voire positive. Plus ces manifestations sont importantes, plus elles sont susceptibles d'être vécues négativement et d'induire une souffrance psychologique.
Le SEGP est souvent confondu avec l'hypersexualité. En effet, les patientes ont souvent recours à la masturbation ou au rapport sexuel comme moyen de soulager leurs symptômes (le fait d'être dans une recherche de soulagement, et non dans une recherche de plaisir, distingue ces deux troubles).
Dans au moins trois cas, des troubles obsessionnels compulsifs ont été diagnostiqués par erreur à des femmes musulmanes en raison de leur pratique pluriquotidienne d'ablutions rituelles.
Il est également confondu chez les hommes avec le priapisme ou le syndrome du Hard Flaccid (littéralement "dur et flasque").

## Historique
Ce trouble a été décrit pour la première fois en 2001, par les sexologues américaines Sandra R. Leiblum et Sharon G. Nathan à partir de cinq cas cliniques qu'elles rassemblent sous le nom de « syndrome d'excitation sexuelle persistante » (Persistent Sexual Arousal Syndrome). Elles ont d'abord estimé le nombre de cas dans le monde à quelques milliers mais après voir été  contactées par d'autres femmes se reconnaissant dans ce syndrome, en 2006, Leiblum et al. le renomment « trouble d'excitation génitale persistante » (Persistent Genital Arousal Disorder ou PGAD), notant qu'il est plus pertinent de parler d'excitation génitale que sexuelle au vu des symptômes.
Plusieurs cas cliniques rapportés avant 2001 pourrait correspondre à ce syndrome (SEGP), le plus ancien remontant au IIe siècle,. Les patientes pourraient avoir longtemps refusé de faire part de leurs symptômes par gêne, par honte ou par peur de la stigmatisation. Ou elles ont pu être ignorées par la médecine à la suite d'une confusion avec d'autres pathologies (troubles obsessionnels compulsifs, hypersexualité, priapisme clitoridien…). Encore aujourd'hui, des patientes se plaignent de médecins qui se permettent des commentaires déplacés, comme « Veinarde, va ! », « Vous êtes sûre que c'est bien une maladie ? Ça ressemble à un miracle », ou encore « J'aimerais tellement que mon épouse soit comme vous… ».
La majeure partie de la littérature médicale sur le sujet se résume à des études de cas cliniques et quelques études quantitatives se sont basées sur des formulaires en ligne diffusés dans des groupes de soutien ou dans des cliniques de santé sexuelle. Leurs résultats sont donc difficiles à généraliser à l'ensemble de la population.
En 2009, le neurosexologue Marcel D. Waldinger constate un lien avec le syndrome des jambes sans repos et propose le nom de Restless Genital Syndrome (« syndrome des parties génitales sans repos »). Ar Markos et Wallace Dinsmore proposent, eux, de considérer le SEGP comme une sous-catégorie de vulvodynie.

## Prévalence
En 2012, la prévalence du SEGP n'est pas connue avec précision. En 2016, certains estiment qu'au moins 0,5% des femmes sont concernées, et que bien plus présenteraient des symptômes vérifiant certains, mais pas tous, des critères de diagnostic. Le SEGP pourrait être sous-diagnostiqué pour plusieurs raisons :
- absence d'information et de connaissance sur la maladie (qui n'est étudiée que depuis moins de vingt ans) dans la population et chez les praticiens ;
- sentiments de gêne et de honte des patientes, qui hésiteraient à déclarer leurs symptômes ;
- confusion courante de ce trouble avec d'autres.

## Causes
Aucune cause unique n'est connue ; le SEGP a été associé à une carence en fer, des anomalies du rythme circadien et de certains neurotransmetteurs comme la dopamine, le glutamate et les opioïdes, une vessie hyperactive, une atteinte du nerf dorsal du clitoris.
L'hypothèse de modifications hormonales a été envisagée puis abandonnée.
Six gènes ont été identifiés comme facteurs de risque et d'autres maladies sont associées à ce syndrome : insuffisance rénale, neuropathie, myélopathie, sclérose en plaques, maladie de Parkinson…
Dans certains cas, les symptômes sont apparus avec la prise d'antidépresseurs type inhibiteurs de la recapture de sérotonine, comme la venlafaxine, le citalopram ou la paroxétine ou (plus souvent) au moment du sevrage du médicament.
Dans un cas, les symptômes ont été associés avec la prise de venlafaxine à forte dose, la diminution des doses ayant permis l'arrêt des symptômes.
Néanmoins, certains anti-dépresseurs traitent (avec une efficacité variable) ce syndrome : À titre d'exemple, la duloxétine et la prégabaline sont utilisés et combinés dans le cadre du traitement du syndrome. Le déficit en sérotonine chez le patient pouvant en être à l'origine ou considéré comme un facteur aggravant.
Certaines femmes témoignent de périodes d'excitation génitale spontanée ou continue qui vérifient certains critères du SEGP, mais pas tous. Un petit nombre d'entre elles ont des symptômes modérés, intermittents, et les vivent comme plutôt agréables. Comparées aux femmes présentant les cinq critères du SEGP, celles n'en présentant qu'un à quatre ont une meilleure santé mentale et sexuelle. Le niveau d'anxiété, notamment, distingue ces deux groupes : les personnes qui vérifient les cinq critères ont plus de chance de faire une dépression, d'avoir des attaques de panique ou de présenter des troubles obsessionnels compulsifs,.
Certains cas de SEGP sont causés par la compression de la racine d'un ou plusieurs nerf sacré par une hernie discale lombaire ou un kyste le plus souvent un kyste de Tarlov. Traiter le kyste par microchirurgie peut alors réduire les symptômes, voire les faire disparaître,. La piste neurologique se justifie bien par une inflammation des nerfs sacrés. Une discopathie ou altération des disques L4-L5, L5-S1 sont une cause courante chez les personnes souffrant de SEGP. Étant situés à la base de la colonne vertébrale, ils sont davantage susceptibles de subir un tassement des vertèbres.

## Traitement
Ceux qui sont rapportés par la littérature sont variés, de la psychothérapie au traitement médicamenteux (ex : sous clonazepam 56 % des patientes ont une amélioration des symptômes de 50 à 90 % de manière durable) à la chirurgie, en passant par la stimulation électrique transcutanée (TENS)…
La névralgie pudendale est une interprétation commune des symptômes dont l'un des signes majeurs cités par le Dr Bautrant est le sexual arousal syndrome .
Dans les cas observés par Waldinger, les sensations s'aggravent avec la station assise ou allongée, et sont soulagées par la marche (comme dans le cas du syndrome des jambes sans repos).
Leiblum note que la masturbation permet à certaines femmes de soulager leur trouble (il leur faut alors en moyenne 5 ± 3,6 orgasmes) mais qu'elle aggrave au contraire le SEGP chez d'autres patientes. Si la masturbation permet de soulager 53 % des patientes, plus d'une sur quatre a besoin d'au moins une demi-heure pour atteindre l'orgasme et la moitié des femmes disent avoir besoin de plus en plus de stimulation pour y parvenir. Enfin, près de la moitié des patientes rassemblées par Leiblum trouvent ces autostimulations douloureuses ou pénibles physiquement.
Une ablation de la hernie discale lombaire fut pratiquée par le Dr Irwin Goldstein sur 33 cas de SEGP (hommes et femmes). Ce qui aboutit en une régression voire une résolution considérable des symptômes. Il estime cependant qu'il y'aurait cinquante causes possibles à l'apparition des mêmes symptômes. De fait, il recommande cet acte chirurgical lorsqu'il est décidé au moyen d'un diagnostic bien établi.